# Виржиківський Роман Романович
Рома́н Рома́нович Виржикі́вський (інший варіант написання прізвища : Виржиковський). Роки життя: 28 липня 1891, місто Поті, Грузія — 3 вересня 1937 . Український геолог.

## Біографія
Народився в сім'ї лікаря, поляка за національністю. 1911 року закінчив чоловічу гімназію в Кутаїсі.
1916 року 25-річний Роман Виржиківський закінчив природниче відділення Київського університету.
У 1920-х роках працював в Українському геологічному комітеті, в Києві — в Гідрометеорологічному інституті і в Інституті геологічних наук. Від 1935 року — завідувач кафедри Харківського університету.
Уперше заарештовано 15 квітня 1933 року внаслідок доносу: кулясті конкреції фосфоритів з його колекції на базі експедиції, було прийнято за боєприпаси. Справу припинено 11 листопада 1933 року.
Удруге заарештовано 2 квітня 1937 року. Через два місяці допитів «зізнався» в приналежності до контрреволюційної організації «Академічний центр», на чолі якої стояв академік Микола Світальський. Засуджено за статтею 54, пункти 6—8 і 11 Карного кодексу УРСР. Виїзна сесія Військової Колегії Верховного суду СРСР, що відбулася у вересні 1937 року, на підставі статті 54, пункти 6—8 і 11 Кримінального кодексу УРСР засудила Виржиківського до вищої міри покарання — розстрілу. Вирок виконано 3 вересня 1937 року.
Посмертно реабілітовано 23 листопада 1956 року.

## Праці
Роман Виржиківський склав перші геологічні карти Поділля та Молдови, опублікував численні роботи з гідрогеології, стратиграфії, тектоніки, геоморфології, про родовища нерудних корисних копалин.
Серед видань:
- Гідрогеологія. — Харків — Київ, 1932.